# Zielona Chocina
Zielona Chocina (pronunciación en polaco: /ʑɛˈlɔna xɔˈt͡ɕina/:  en casubio: Zelonô Chòcënô: Zelonô Chòcënô/Zelonô Chòcëna) es un pueblo ubicado en el distrito administrativo de Gmina Konarzyny, dentro del Condado de Chojnice, Voivodato de Pomerania, en Polonia del norte. Se encuentra aproximadamente a 9 kilómetros al norte de Konarzyny, a 24 kilómetros al noroeste de Chojnice, y a 96 kilómetros al suroeste de la capital regional Gdańsk.
Para detalles de la historia de la región, vea Historia de Pomerania.
El pueblo tiene una población de 81 habitantes.